# Augusta-Sophie de Palatinat-Soulzbach
Augusta-Sophie de Palatinat-Soulzbach (en allemand Auguste Sophie von Pfalz-Sulzbach) est née à Soulzbach (Allemagne) le 22 novembre 1624 et meurt à Nuremberg le 30 avril 1682. Elle était une noble allemande, fille du comte palatin et duc Auguste de Palatinat-Soulzbach (1582-1632) et d'Hedwige de Holstein-Gottorp (1603-1657). 
Elle a reçu une stricte éducation protestante. Après la mort de son père, elle a été mise sous la tutelle de sa tante, la reine de Suède Marie-Éléonore de Brandebourg. Elle épouse le prince Wenzel-Eusèbe de Lobkowicz, catholique pratiquant. Augusta-Sophie a reçu le château de Neustadt, et y a fixé sa résidence, où elle a pratiqué une politique de tolérance envers les protestants. Après  la mort de son mari, elle s'est installée à Nuremberg, où elle est morte et a été enterrée dans l'église de Saint-Laurent.

## Mariage et descendance
Le 6 février 1653 elle s'est mariée avec Wenzel-Eusebe de Lobkowicz (1609-1677), fils du chancelier de Bohême Adalbert Zdenka de Lobkowicz (1568-1628) et de la baronne Polyxène de Pernstein (1566-1642). Le mariage a eu cinq enfants : 
- Un fils né et mort en 1654.
- Ferdinand Auguste Léopold de Lobkowicz (1655–1715), marié en premières noces avec Claudia de Nassau-Hadamar (1660–1680), puis après avec la princesse Marie-Anne-Wilhelmine de Bade-Bade (1655-1702), en troisième mariage avec Marie-Philippa d'Althann (1671–1706), et enfin avec la princesse Marie-Jeanne de Schwarzenberg (1681–1739).
- Philippe Ferdinand (1656–1659).
- Marie Hedwige (1658–1660).
- François Guillaume (1659–1698).